# Piero Antonini
Piero Antonini (* 18. August 1968 in Rom) ist ein ehemaliger italienischer Beachvolleyballspieler.

## Karriere
Antonini erreichte 1995 mit Dionisio Lequaglie den dritten Rang bei der Europameisterschaft in Saint-Quay-Portrieux. Die beiden Italiener spielten noch bis 1997 zusammen, ohne weitere Erfolge zu erreichen.